# Міщенко Микола Михайлович
Микола Михайлович Мі́щенко (нар. 27 липня 1895, Харків — пом. 30 липня 1960, Київ) — український радянський графік; член футуристичного творчого об'єднання «Союз семи» у 1916—1918 роках.

## Біографія
Народився 27 липня 1895 року в місті Харкові (нині Україна). 1919 року закінчив Харківське художнє училище, у 1936 році Харківський художній інститут.
Помер в Києві 30 липня 1960 року.

## Творчість
Працював у галузі книжкової і станкової графіки, автор плакатів і пейзажів. Серед робіт:
графіка
- «Поет-футурист Г. Петников» (1919);
- «Межигір'я» (1930);
- «Дніпро» (1933);
- «Дніпровська переправа» (1935);
- «Каховський плацдарм» (1935);
- «Дощ у горах» (1939);
- серія «Українські пейзажі» (1947);
- «Горійська фортеця із заходу» (1949);

плакати
- «Кооперація в країні трудящих — шлях до комунізму!» (1930);
- «Хай живе міжнародня солідарність кооперованих трудящих мас проти капіталу!» (1930);
- «Не повинно бути ні одного робітника та селянина, що не був би членом кооперативу!» (1930);
- «Тільки через житлову кооперацію трудящі зліквідують житлову кризу!» (1930).

Оформив:
- кілька номерів журналу «Колосья» (1918, спільно з Борисом Косарєвим і Болеславом Цибісом);
- обкладинку видання «Журнал для всіх» (1925);
- поетичну збірку «Борть» Олександра Коржа (1926);
- збірки «Заповіт», «Світе ясний», «Сон» Тараса Шевченка для харківського видавництва «Книгоспілка» (усі — 1929).

Брав участь у республіканських та всесоюзних мистецьких виставках з 1919 року. Персональна виставка відбулася у Києві у 1940 році.